# Can Graupera
Can Graupera és una masia al terme municipal de Sant Andreu de Llavaneres (Maresme) inclosa a l'Inventari del Patrimoni Arquitectònic de Catalunya. L'origen d'aquesta casa es troba entre els segles xvi i xvii. El primer de maig de 1543, el rei Carles I va signar el privilegi pel qual les parròquies de Sant Andreu i Sant Vicenç de Llavaneres podien constituir-se universitat pròpia i escollir batlle per elles mateixes. El poble estava format per nombroses masies escampades pel sector muntanyós, presidides per l'antiga església parroquial, entre elles Can Graupera. La masia presenta una planta rectangular amb planta baixa i pis. La coberta és a dues aigües. La porta d'entrada és un arc de mig punt format per onze dovelles. Al damunt hi ha un finestral gòtic d'arc conopial. Totes les llindes interiors de la casa són de pedra, la majoria tenen sanefa al cantell.